# Tomai
Tomai (en rumano: Tomai; en gagauzo: Tomay) es una comuna y pueblo de la unidad territorial autónoma de Gagaúzia, al sur de Moldavia. 

## Toponimia
El nombre del asentamiento en otros idiomas de importancia en el asentamiento es Tomay (en ruso: Томай; en ucraniano: Томай).

## Geografía
Tomai se encuentra a orillas del río Lungutsa.

## Historia
Según la descripción estadística de las tierras de Besarabia realizada en el período de 1822 a 1828, y a partir de 1827 el asentamiento tenía el estatus de colonia. 
En noviembre de 2015, se inauguró el parque Dragan en el pueblo.

## Demografía
La evolución de la población de Tomai entre 1835 y 2014 fue la siguiente:
| 885                          | 1286 | 1423 | 1381 | 1657 | 5014 | 5030 | 4263 |
| (Fuente: Localitati Moldova) |      |      |      |      |      |      |      |

Según el censo de 2004, en Tomai ese año los gagáuzos representaban el 95,07% de los habitantes; los rumanos, el 1,6%.

## Infraestructura

### Transporte
Tomai se ubica sobre la carretera R37 a medio camino entre Comrat y Ceadir-Lunga.